# Кеблавик
Кеблавик (исл. Keflavík) је главни град региона Сидирнес на Исланду. Има 8.169 становника и насељен је још од XVI века. Био је значајна војна база све до 2006. године.